# Сідней Гарман
Сідней Гарман (4 серпня 1918 р — 12 квітня 2011) — американський інженер канадського походження та підприємець, активний у сфері освіти, уряду, промисловості та видавництва. Він був почесним головою Harman International Industries, Inc. Співзасновник Harman Kardon, він також обіймав посаду заступника міністра торгівлі США в 1977 і 1978 роках. Наприкінці свого життя Гарман також був видавцем Newsweek, купивши журнал за один долар у 2010 році.
Гарман народився в Монреалі, Квебек, Канада, і виріс у Нью-Йорку. Батько Гармана працював у компанії слухових апаратів у Нью-Йорку. 
Після отримання диплому фізика Сідні першою роботою була в компанії David Bogen як інженер . Його начальником був Бернард Кардон, і приблизно через тринадцять років кожен інвестував 5000 доларів у створення Festival D1000, першого в світі інтегрованого приймача Hi-Fi. Harman і Kardon заснували Harman Kardon у 1953 році. Він був відомий своїми програмами підвищення якості трудового життя, які він ініціював на заводах компанії, особливо програмою в Боліварі, штат Теннессі, яка мала деякий недовгий успіх і стала моделлю такої діяльності в американській промисловості та основним тематичним дослідженням. у бізнес-школах США та за кордоном.  Гарман писав про продуктивність, якість трудового життя та економічну політику, а також був співавтором разом з Даніелем Янкеловичем книги «Почати з людей », опублікованої Гоутоном Міффліном у 1988 році.

## Освіта та благодійність
Гарман (Ph.D in Higher Education, Union Institute &amp; University, 1973), випускник коледжу Барух Міського університету Нью-Йорка в 1939 році, служив довіреною особою Центру соціальних змін імені Мартіна Лютера Кінга в Лос-Анджелесі. Філармонійна асоціація та Національний симфонічний оркестр. Був головою виконавчого комітету правління фонду «Громадський порядок денний»; голова Виконавчого комітету Ради керівників підприємств з національної безпеки; член Ради з міжнародних відносин і Ради США з конкурентоспроможності; і член правління Інституту лідерства Університету Південної Каліфорнії.

## Особисте життя
Гарман був одружений з Сільвією Стерн 25 років і мав від неї чотирьох дітей. Вони продовжували дружні стосунки до її смерті. Його другою дружиною була Джейн Гарман (народилася в 1945 році), колишня членкиня Конгресу від Демократичної партії від Каліфорнії, яка представляла 36-й виборчий округ Каліфорнії, який включав райони Редондо-Біч і Манхеттен-Біч на півдні Каліфорнії.

## Пізні роки і смерть
У свої 80 років Гарман демонстрував надзвичайну кількість енергії, залишаючись активним, граючи в гольф і займаючись іншими різними хобі. Він продовжував брати участь у повсякденному управлінні Harman Kardon до офіційного виходу на пенсію у свій 88-й день народження в серпні 2006 року. Після того, як у 2008 році виповнилося 90 років, він зазначив: «Я не почуваюся інакше, ніж у 70. Може, трохи, але нічого істотно не зменшилося».
Харман помер 12 квітня 2011 року у Вашингтоні, округ Колумбія, у віці 92 років від ускладнень гострого мієлоїдного лейкозу.